# Ao (Familienname)
Ao  ist ein chinesischer Familienname. Die Transkription steht u. a. für folgende chinesischen Schriftzeichen:
- 敖

## Namensträger
- Chamleunesouk Ao-Oudomphonh (* 1978), laotischer Sprinter
- Ao Changrong (* 1983), chinesischer Hockeyspieler
- Talimeren Ao (1918–1998), indischer Fußballspieler
- Ao Tegen (* 1975), chinesischer Judoka